# Clearidas dimidiatus
Clearidas dimidiatus är en insektsart som beskrevs av Lucien Chopard 1940. Clearidas dimidiatus ingår i släktet Clearidas och familjen syrsor. Inga underarter finns listade i Catalogue of Life.